# Andrea Bræin Hovig
Andrea Bræin Hovig (* 19. Juli 1973 in Oslo) ist eine norwegische Schauspielerin, Sängerin und Kinderbuchautorin.

## Leben
Ihre Schauspielausbildung absolvierte Andrea Bræin Hovig von 1995 bis 1998 an der Nationalen Theaterakademie (Statens teaterhøgskole) in ihrer Heimatstadt. Ihr Theaterdebüt gab sie noch als Schauspielschülerin am Det Norske Teatret in der Rolle der Borghild in einer Dramatisierung von Cora Sandels Roman Kranes konditori (1995). Auch nach ihrer Ausbildung trat Hovig am Det Norske Teatret sowohl in klassischen Stücken von Euripides (Titelrolle in Iphigenie in Aulis, 2000), Molière (Agnès in Die Schule der Frauen, 1999) und Shakespeare (weibliche Titelrolle in Romeo und Julia, 2001), als auch modernen Stoffen von Jon Fosse (Mädchen in Sommertag, 1999) oder Lars Norén (Sanna in Personenkreis 3.1, 1999) in Erscheinung.
Parallel zu ihrer Theaterarbeit war Hovig seit Beginn der 2000er-Jahre in 30 Film- und Fernsehproduktionen zu sehen, sowohl Dramen als auch Komödien. Für ihre Nebenrolle als Verlagsredakteurin Anne Holt in Dag Johan Haugeruds Tragikomödie Wie du mich siehst (2012) wurde sie erstmals mit dem norwegischen Kanonprisen ausgezeichnet und für den Filmpreis Amanda nominiert. Drei weitere Male wurde sie für den Kanonprisen sowie zweimal für die Amanda nominiert – für die Hauptrolle der Krebspatientin Anja in Maria Sødahls autobiografischem Drama Hope gewann sie beide Preise und wurde 2020 für den Europäischen Filmpreis nominiert.

## Filmografie
- 2000: Hovmod (Kurzfilm)
- 2000: De 7 dødssyndene
- 2002: Tyven, tyven
- 2003: Mia (Fernsehserie)
- 2007: Størst av alt (Fernsehserie, 4 Folgen)
- 2007: Berlinerpoplene (Fernsehserie, 6 Folgen)
- 2008: Haus der Verrückten (De Gales hus)
- 2009: Rafiki – Beste Freunde (Bestevenner)
- 2012: Wie du mich siehst (Som du ser meg)
- 2014: Mammon (Fernsehserie, 4 Folgen)
- 2015: Me and My Moulton (Kurzfilm, Erzählerin)
- 2014: Det er meg du vil ha
- 2015: Neste Sommer (Fernsehserie, 1 Folge)
- 2016: Alt det vakre
- 2016: Redo (Kurzfilm)
- 2016: Det tredje øyet (Fernsehserie, 3 Folgen)
- 2016–2020: Helt perfekt (Fernsehserie, 6 Folgen)
- 2017: Retract (Kurzfilm)
- 2017: Elias – Das kleine Rettungsboot (Elias og Storegaps Hemmelighet)
- 2018: Presten (Fernsehserie, 4 Folgen)
- 2018: Thieves (Fernsehserie, 3 Folgen)
- 2018: Eple (Kurzfilm)
- 2018: Eine Affäre – Verbotene Liebe (En affære)
- 2018: Kielergata (Fernsehserie, 10 Folgen)
- 2019: The Birdcatcher
- 2019: Barn
- 2019: Hope (Håp)
- 2019: Disco
- 2020: Lyset fra sjokoladefabrikken
- 2020: Aldri voksen (Fernsehserie, 11 Folgen)
- 2022: Sick of Myself (Syk pike)
- 2024: Love (Kjærlighet)

## Auszeichnungen
- 2013: Kanonprisen für Som du ser meg
- 2020: Amanda für Hope (Beste Hauptdarstellerin)
- 2020: Kanonprisen für Hope (Beste Hauptdarstellerin)

## Werke auf Deutsch
- Andrea Bræin Hovig: Die wilde Mathilde. Geschichten zum Vorlesen. Aus dem Norwegischen von Christel Hildebrandt. Gerstenberg, Hildesheim 2016, ISBN 978-3-8369-5872-1